# 馬德拉湖鄉村莊園 (加利福尼亞州)
馬德拉湖鄉村莊園（英語：Lake Madera Country Estates）是位於美國加利福尼亞州馬德拉縣的一個非建制地區。該地的面積和人口皆未知。

## 地理
馬德拉湖鄉村莊園的座標為37°02′35″N 119°59′34″W / 37.04306°N 119.99278°W，而該地的平均海拔高度為106米（即348英尺）。